# Microcyrtura lamellata
Microcyrtura lamellata är en tvåvingeart som beskrevs av Robinson 1964. Microcyrtura lamellata ingår i släktet Microcyrtura och familjen styltflugor. Inga underarter finns listade i Catalogue of Life.